# Alexandrine de Bleschamp
Alexandrine de Bleschamp, född 1778, död 1855, var en medlem av kejsarfamiljen Bonaparte; gift 1803 med Lucien Bonaparte, bror till kejsar Napoleon Bonaparte.  Hon har ofta kallats "Madame Jouberton".

## Biografi
Alexandrine de Bleschamp var dotter till Charles Jacob de Bleschamp, advokat vid Parisparlamentet, sjökommissionär och arrendator för tobaksskatten i Calais, och Jeanne-Louise Philiberte Bouvet de Verneuil. Hon gifte sig 1795 med bankiren Hippolyte Jouberton, med vilken hon fick dottern Anna de Bleschamp. Hon beskrivs som godhjärtad och kvick, och umgicks i den parisiska societeten.
Alexandrine de Bleschamp blev änka 1802, och gifte sig med sin älskare Lucien Bonaparte året därpå. Kejsar Napoleon ogillade deras giftermål intensivt, eftersom han hade planerat att gifta bort sin bror Lucien Bonaparte med en medlem av någon kunglig dynasti; han förklarade att han aldrig tänkte erkänna äktenskapet och försökte upprepade gånger få sin bror att skilja sig. Alexandrine följde med Lucien då han lämnade Frankrike och delade hans exil. Paret fick tio barn och Lucien adopterade hennes dotter från första äktenskapet. Tillsammans med sin man deltog hon i utgrävningarna av nekropolen Polledrara.
När hon blivit änka fick hon tillstånd att återvända till Frankrike 1840 och bodde sedan där fram till 1849, då hon bosatte sig i Sinigallia (nu Senigallia) vid Adriatiska havet.